# Malekpur
Malekpur – gaun wikas samiti we wschodniej części Nepalu w strefie Sagarmatha w dystrykcie Saptari. Według nepalskiego spisu powszechnego z 2001 roku liczył on 1025 gospodarstw domowych i 6149 mieszkańców (2982 kobiet i 3167 mężczyzn).